# Mládež vede Brno
Mládež vede Brno byl název propagandistické komunistické akce, kdy v květnu 1949 mladí lidé na tři dny převzali v Brně vedení města, podniků a dalších institucí.
Akci zorganizoval Krajský výbor KSČ v Brně, aby netradičními prostředky podpořil oficiální politiku po komunistickém převratu v únoru 1948 a získal sympatie co nejširší části veřejnosti, především mladých lidí pro politiku KSČ. Nápad prosadil tehdejší krajský tajemník Otto Šling.
Akce trvala tři dny. Začala v pátek ráno 13. května a končila v neděli 15. května 1949 večer. Po tuto dobu (pracovním dnem byla v té době i sobota) nahradila mládež vedoucí pracovníky. Mladí lidé (do akce se přihlásilo bezmála 20 000 osob) sice prošli  předem zvláštním školením, avšak jinak byli v naprosté většině bez zkušeností s řídící prací a bez odpovídajícího vzdělání. Do akce byly zapojeny úřady, továrny (celkem 82 závodů), všechny základní a střední školy a učiliště, redakce rozhlasu novin a časopisů, dopravní podniky, nemocnice a ústavy sociální péče, divadla, ale dokonce i Sbor národní bezpečnosti a armáda.
Rovněž ve vedení města zasedli mladí lidé. Místo předsedy městského národního výboru zaujal sedmnáctiletý cukrářský učeň Josef Novotný. Předsedou krajského národního výboru se stal dělník Karel Kouřil a tajemníkem Lubomír Moravec, student textilní školy.
V závěru této akce byl v brněnském parku Lužánky za přítomnosti předsedy vlády Antonína Zápotockého otevřen první československý pionýrský dům podle sovětského vzoru.
Tehdejší režim zhodnotil akci jako úspěšnou a proto ještě během roku byla napodobena i v jiných městech jako Mládež vede Hustopečsko, Mládež vede Znojmo a v Praze Mládež vede Arbesovo reálné gymnasium. O rok později se akce opakovala v upravené podobě pod názvem Květen – měsíc mládeže v celém tehdejším Brněnském kraji.
Krátce po této druhé akci (v říjnu 1950) byl její hlavní strůjce Otto Šling zatčen Státní bezpečností, obviněn ze zločinů proti komunismu a odsouzen v politickém procesu s tzv. protistátním spikleneckým centrem. Tím byl v očích veřejnosti částečně oslaben význam celé akce.